# Бирк, Хальвор
Хальвор Бирк (дат. Halvor Birch; 21 февраля 1885, Хорсенс — 5 июля 1962, Копенгаген) — датский гимнаст, бронзовый призёр летних Олимпийских игр 1912 года в командном первенстве по произвольной системе. Участник неофициальных летних Олимпийских игр 1906, серебряный призёр Игр 1906 года в командном первенстве по гимнастике.